# Ramanujansche Psifunktion
Die Ramanujansche Psifunktion oder auch Ramanujansche Ψ-Funktion ist eine elliptische Funktion der Mathematik. Sie wurde von Srinivasa Ramanujan aufgestellt. Diese Funktion steht zu den Jacobischen Thetafunktionen in algebraischen Beziehungen.

## Definition
Auf folgende Weise ist die Ramanujansche Ψ-Funktion {\displaystyle \psi _{R}(x)} definiert:
{\displaystyle \psi _{R}(x)=1+\sum _{n=1}^{\infty }x^{\bigtriangleup (n)}}
Mit der Bezeichnung Δ(n) wird die n-te Dreieckszahl ausgedrückt:
{\displaystyle \bigtriangleup (n)={\tfrac {1}{2}}n(n+1)}
Das tiefgestellte R schließt in der Funktionsbezeichnung die Verwechselung mit der Digammafunktion aus.
Alternativ kann die Ramanujansche Ψ-Funktion auch als Produktreihe dargestellt werden:
{\displaystyle \psi _{R}(x)=\prod _{n=1}^{\infty }(1-x^{n})(1+x^{n})^{2}}

## Identität mit den Pochhammer-Produkten
Das q-Pochhammer-Symbol ist wie folgt definiert:
{\displaystyle (a;b)_{\infty }=\prod _{k=0}^{\infty }(1-a\,b^{k})}
Diese Identitäten zwischen der Ramanujanschen Ψ-Funktion und den Pochhammer-Produkten sind gültig:
{\displaystyle \psi _{R}(x)=(-x;x)_{\infty }(x^{2};x^{2})_{\infty }=(x;x^{2})_{\infty }^{-1}(x^{2};x^{2})_{\infty }}
Weitere Pochhammer-Produkt-Identitäten:
{\displaystyle (x;x)_{\infty }^{2}=(x;x^{2})_{\infty }^{4}\psi _{R}(x^{2})\vartheta _{00}(x)}
{\displaystyle (x;x)_{\infty }(x;x^{2})_{\infty }=\vartheta _{01}(x)}
Daraus folgt:
{\displaystyle (x;x)_{\infty }={\sqrt[{6}]{\psi _{R}(x^{2})\vartheta _{00}(x)\vartheta _{01}(x)^{4}}}}
{\displaystyle (x;x^{2})_{\infty }={\sqrt[{6}]{\psi _{R}(x^{2})^{-1}\vartheta _{00}(x)^{-1}\vartheta _{01}(x)^{2}}}}
Das erste dieser beiden Pochhammer-Produkte wird Eulersches Produkt genannt.
Das zweite dieser Produkte wurde von Srinivasa Ramanujan in seinem berühmten Werk Modular Equations and Approximations to π behandelt.
Für das Eulersche Produkt gilt:
{\displaystyle (x;x)_{\infty }^{-1}=\sum _{k=0}^{\infty }P(k)x^{k}}
{\displaystyle (x;x)_{\infty }=\sum _{k=0}^{\infty }{\bigl [}x^{K(2k)}-x^{F(2k+1)}-x^{K(2k+1)}+x^{F(2k+2)}{\bigr ]}}
Dabei steht P(n) für die n-te Partitionszahl, F(n) für die n-te Fünfeckszahl und K(n) für die n-te Kartenhauszahl:
{\displaystyle F(n)={\tfrac {1}{2}}n(3n-1)}
{\displaystyle K(n)={\tfrac {1}{2}}n(3n+1)}
Die Summenreihe vom Eulerschen Produkt basiert auf dem sogenannten Pentagonalzahlensatz von Leonhard Euler.

## Identitäten mit der Ramanujanschen Thetafunktion

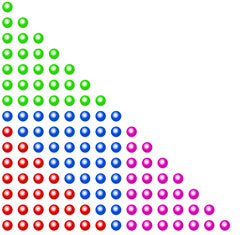
Das Dreifache einer Dreieckszahl plus die Dreieckszahl des Nachfolgerindex

Zur Ramanujanschen Thetafunktion hat die Ramanujansche Psifunktion folgende zwei Identitäten:
{\displaystyle \psi _{R}(x)={\tfrac {1}{2}}f(1;x)=f(x;x^{3})}
Denn die Ramanujansche Thetafunktion ist so definiert:
{\displaystyle f(c,d)=\sum _{k=-\infty }^{\infty }c^{\bigtriangleup (k+1)}d^{\bigtriangleup (k)}} für {\displaystyle |cd|<1}
Diese Funktion ist symmetrisch bezüglich der Variablen c und d.
Und für alle ganzen Zahlen {\displaystyle z\in \mathbb {Z} } gilt folgende Identität der Dreieckszahlen:
{\displaystyle 3\bigtriangleup (z)\,+\bigtriangleup (z+1)=\,\bigtriangleup (2z+1)}

## Identität mit den Jacobischen Thetafunktionen
Jene Identität hat die Ramanujansche Ψ-Funktion zu den Thetafunktionen nach Jacobi:
{\displaystyle 16\,x\,\psi _{R}(x^{2})^{4}=\vartheta _{00}(x)^{4}-\vartheta _{01}(x)^{4}}
Die nun genannte Formel ist für alle Zahlen {\displaystyle -1<x<1} gültig.
Die Thetafunktion ϑ₀₀ hat diese Definition:
{\displaystyle \vartheta _{00}(x)=1+2\sum _{n=1}^{\infty }x^{\Box (n)}}
Exakt diese Funktion wurde durch Srinivasa Ramanujan in seiner Arbeit mit dem Buchstaben φ markiert.
Mit der Bezeichnung □(n) wird die n-te Quadratzahl ausgedrückt.
Für die andere Thetafunktion gilt:
{\displaystyle \vartheta _{01}(x)=\vartheta _{00}(-x)}
Mit dem Begriff Ramanujansche φ-(Phi)-Funktion jedoch wird offiziell eine bestimmte nicht elliptische Funktion, eine Linearkombination der harmonischen Funktion bezeichnet.
Somit gilt auch diese Formel:
{\displaystyle 4\pi ^{2}\,q(\varepsilon )\,\psi _{R}[q(\varepsilon )^{2}]^{4}=\varepsilon ^{2}K(\varepsilon )^{2}}
Dabei steht q für das elliptische Nomen und K für das vollständige elliptische Integral erster Art.
{\displaystyle q(\varepsilon )=\exp[-\pi K({\sqrt {1-\varepsilon ^{2}}})K(\varepsilon )^{-1}]}
{\displaystyle K(\varepsilon )=2\int _{0}^{1}{\frac {1}{\sqrt {(t^{2}+1)^{2}-4\varepsilon ^{2}t^{2}}}}\,\mathrm {d} t}

## Bezug zu den Partitionsfolgen
Die MacLaurinsche Reihe für den Kehrwert der an der Ordinatenachse gespiegelten Ramanujanschen Psifunktion enthält als Koeffizienten die Zahlen einer solchen Partitionsfolge, in welcher nur solche Partitionen gezählt werden, in welchen alle ungeradzahligen Summanden unwiederholt auftauchen. Die gleiche Partitionsfolge entsteht auch dann, wenn nur solche Partitionen gezählt werden, in welchen alle geradzahligen Summanden jeweils mit einer geradzahligen Multiplizität auftauchen. Die unter den genannten Bedingungen entstehenden Anzahlen der Partitionen bei gegebener Partitionssumme n sollen im Folgenden als Funktion P*(n) dargestellt werden. Diese Tabelle beschreibt exemplarisch die definierte Funktion:
| n  | P*(n) | Zahlpartitionen ohne wiederholte ungeraden Summanden                                                                                              | Zahlpartitionen, in welchen alle geraden Summanden gerade Häufigkeiten haben                                     |
| -- | ----- | --- | --- |
| 0  | 1     | () leere Partition/leere Summe | () leere Partition                                                                                               |
| 1  | 1     | (1) | (1) |
| 2  | 1     | (2) | (1+1) |
| 3  | 2     | (1+2), (3) | (1+1+1), (3) |
| 4  | 3     | (2+2), (1+3), (4) | (1+1+1+1), (2+2), (1+3)                                                                                          |
| 5  | 4     | (1+2+2), (2+3), (1+4), (5) | (1+1+1+1+1), (1+2+2), (1+1+3), (5)                                                                               |
| 6  | 5     | (2+2+2), (1+2+3), (2+4), (1+5), (6) | (1+1+1+1+1+1), (1+1+2+2), (1+1+1+3), (3+3), (1+5)                                                                |
| 7  | 7     | (1+2+2+2), (2+2+3), (1+2+4), (3+4), (2+5), (1+6), (7)                                                                                             | (1+1+1+1+1+1+1), (1+1+1+2+2), (1+1+1+1+3), (2+2+3), (1+3+3), (1+1+5), (7)                                        |
| 8  | 10    | (2+2+2+2), (1+2+2+3), (2+2+4), (1+3+4), (4+4), (1+2+5), (3+5), (2+6), (1+7), (8)                                                                  | (1+1+1+1+1+1+1+1), (1+1+1+1+2+2), (2+2+2+2), (1+1+1+1+1+3), (1+2+2+3), (1+1+3+3), (4+4), (1+1+1+5), (3+5), (1+7) |
| 9  | 13    | (1+2+2+2+2), (2+2+2+3), (1+2+2+4), (2+3+4), (1+4+4), (2+2+5), (1+3+5), (4+5), (1+2+6), (3+6), (2+7), (1+8), (9)                                   | ...... |
| 10 | 16    | (2+2+2+2+2), (1+2+2+2+3), (2+2+2+4), (1+2+3+4), (2+4+4), (1+2+2+5), (2+3+5), (1+4+5), (2+2+6), (1+3+6), (4+6), (1+2+7), (3+7), (2+8), (1+9), (10) | ...... |

Die erzeugende Funktion der genannten Partitionsfolge ist der Kehrwert der Ramanujanschen Psifunktion:
{\displaystyle {\frac {1}{\psi _{R}(-x)}}=\sum _{k=0}^{\infty }P^{*}(k)x^{k}}
Ausformuliert ergeben sich folgende erste Summanden dieser Summenreihe:
{\displaystyle {\frac {1}{\psi _{R}(-x)}}=1+x+x^{2}+2x^{3}+3x^{4}+4x^{5}+5x^{6}+7x^{7}+10x^{8}+13x^{9}+16x^{10}+...}
In der Online-Enzyklopädie der Zahlenfolgen (OEIS) ist diese Zahlenfolge unter dem Code A006950 verzeichnet.

## Ableitungen und Integrale
Die Ableitung der Ramanujanschen Psifunktion lautet für positive x-Werte wie folgt:
{\displaystyle {\frac {\mathrm {d} }{\mathrm {d} x}}\psi _{R}(x)={\frac {1}{8\pi x^{9/8}}}\vartheta _{10}({\sqrt {x}})\vartheta _{00}({\sqrt {x}})^{2}E{\biggl [}{\frac {\vartheta _{10}({\sqrt {x}})^{2}}{\vartheta _{00}({\sqrt {x}})^{2}}}{\biggr ]}-{\frac {1}{16x^{9/8}}}\vartheta _{10}({\sqrt {x}})}
{\displaystyle {\frac {\mathrm {d} }{\mathrm {d} x}}\psi _{R}(x)={\frac {1}{4\pi x}}\psi _{R}(x)\vartheta _{00}({\sqrt {x}})^{2}E{\biggl [}{\frac {\vartheta _{10}({\sqrt {x}})^{2}}{\vartheta _{00}({\sqrt {x}})^{2}}}{\biggr ]}-{\frac {1}{8x}}\psi _{R}(x)}
Folgendes bestimmtes Integral von der Ramanujanschen Psifunktion hat nachfolgenden Wert:
{\displaystyle \int _{0}^{1}\psi _{R}(x)\,\mathrm {d} x={\frac {2}{7}}{\sqrt {7}}\pi \tanh {\bigl (}{\frac {1}{2}}{\sqrt {7}}\pi {\bigr )}}